# Дюре Во
Дюре Во (нюн. Dyre Vaa; 19 січня 1903, Квітесейд, Телемарк — 11 травня 1980, Рауланд, Телемарк) — норвезький скульптор і художник.

## Біографія
Він народився в Квітесіді, Телемарку, а потім жив і працював у Рауланді. Во був наймолодшом з п'яти братів і сестер у багатодітній сім'ї. Його батько був одним із найбільших власників лісів в Телемарці. Во навчався у Норвезькій національної академії мистецтв та художніх мистецтв та в Норвезькій національної академії образотворчих мистецтв (1922-23) під керівництвом Вільгельма Расмуссена, а пізніше поїхав до Іспанії, Греції та Італії  навчатися. Його першою важливою роботою була скульптура міністра освіти Івара Петерсона Твейена (1925, бронза, Національна галерея Норвегії).

## Роботи
Серед його найкращих творів можна виділити — його Holberg скульптурний ансамбель що розташований передНаціонального театру в Осло, 1 вересня 1939 року.
Ще чотири бронзові скульптури з мотивами які він взяв із норвезьких казок в Анкербруа (Пер Гюнт, Веслефрік мед фела, Карі Треташк та Кватебджорн Конг Валемон). Во сприяв прикрашенню мерії Осло,
з лебедями на фонтан у дворі (1948—1950). Він скульптурно зобразив кількох письменників серед яких: Генрік Ібсен (1958, Скіен), Осмунд Улофсен Віньє (1968), Івар Осен та Олав Акруст (1955, Лом), скрипаль Myllarguten (Arabygdi, Rauland), Нідароський собор у Тронгеймі. Кілька пам'ятників Вітчизняної війни (Рюкан 1946, Нордфьорд 1947, Порсгрунн 1950, Gjerpen 1954), і він також є представлений у Національній галереї Норвегії. Во також певний час служив головою Norsk Billedhoggerforening
.

## Нагороди
- золота Королівська медаль за Заслуги (1951)
- Орден Святого Олафа першого класу (1969).

## Сім'я
Він був молодшим братом ліричної поетеси Осло Во. Його двоюрідними братами були- письменник Тарджі Весаас і композитор Ейвінд Гроувен. Другжина Діре Ваа, Тора, була дочкою письменника Йохана Бойєра, була моделлю, натурницню яку він просив позувати і яка стала праобразом для безлічсі його робіт. Їх син Тор також є скульптором.

## Галерея

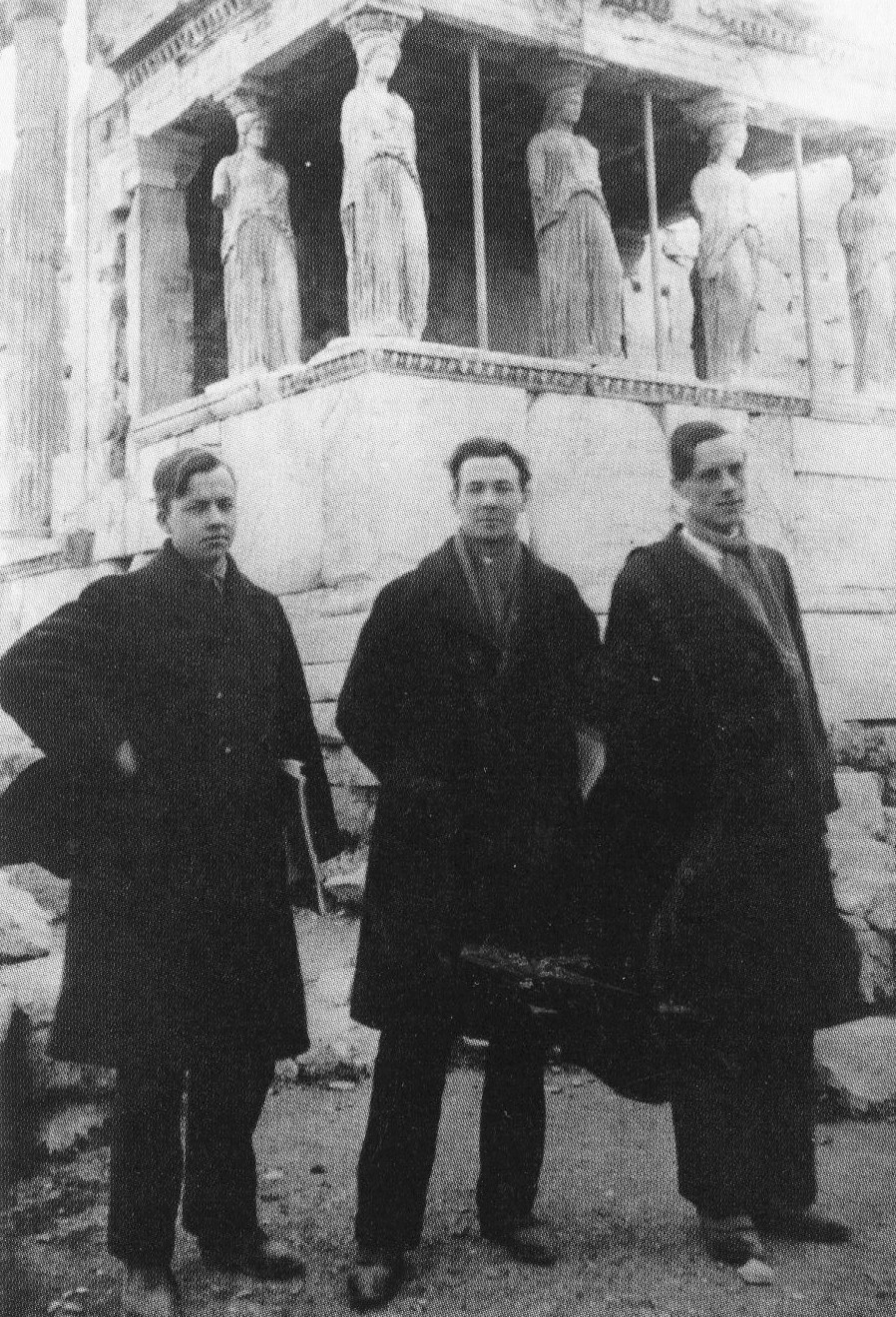
Дюре Во (зліва) Еріком Ґрате і Паулем Хедквістом біля Ерехтийонської тераси

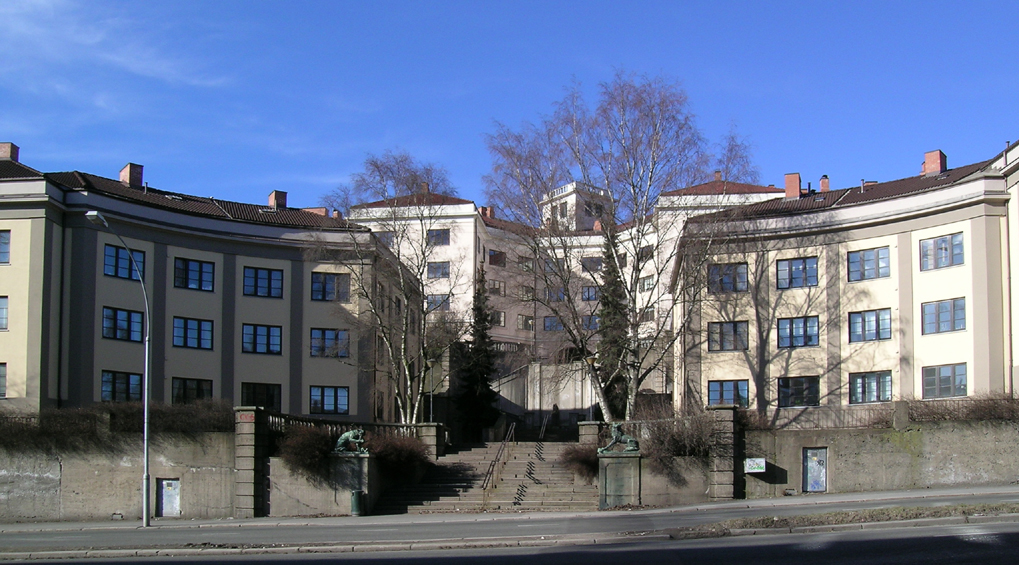
«Hannulv» та «Hunnulv», також відомий як «Ulvepar», розташований вОсло-також видні сходи вниз Сходи Уланда (Осло) встановлений у 1929 році
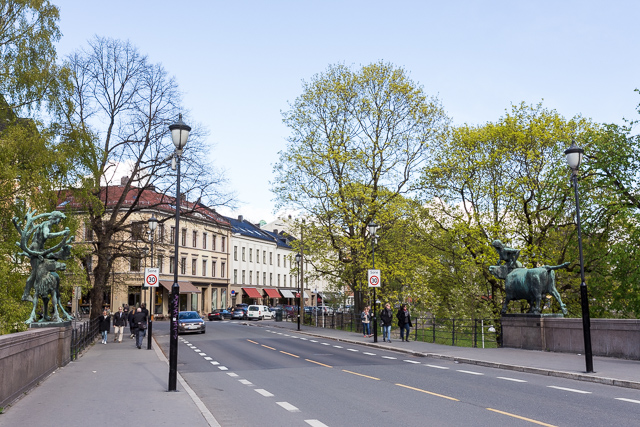
Герої національних казок «Пер Гюнт», «Veslefrikk med fela», «Kari Trestakk» та «Kvitebjørn Kong Valemon» встановлений у 1937 році
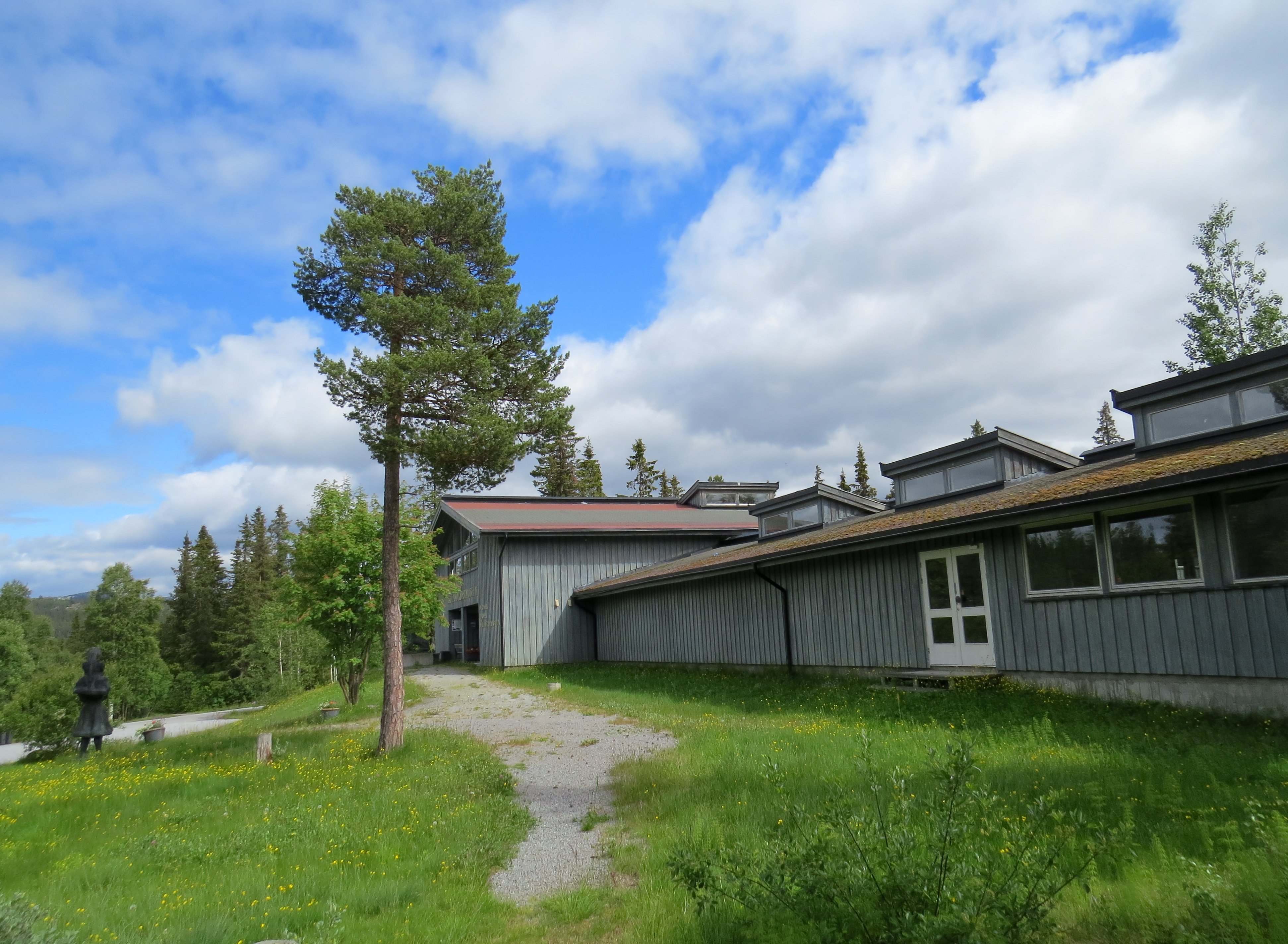
Пам'ятник на честь Rauland kunstmuseum автора скульптур, малюнків, графіки.